# Point Rae
Der Point Rae ist ein Kap, das die Nordostseite der Einfahrt zur Scotia Bay an der Südküste von Laurie Island im Archipel der Südlichen Orkneyinseln markiert.
Kartiert wurde es 1903 bei der Scottish National Antarctic Expedition (1902–1904) unter der Leitung von William Speirs Bruce. Bruce benannte das Kap nach seinem Landsmann und Arktisforscher John Rae (1813–1893).